# Yohan Blake
Yohan Blake, född 26 december 1989 i Saint James i Jamaica, är en friidrottare som tävlar i kortdistanslöpning. 
Blake var framgångsrik som junior. 2005 var han i final vid ungdoms-VM på 100 meter och slutade åtta. Två år senare blev han bronsmedaljör vid VM för juniorer. Däremot missade han en medalj vid VM för juniorer 2008 då han slutade på åttonde plats.
Blake noterade 2009 för första gången en tid under 10 sekunder på 100 meter då han sprang på 9,93 i Paris. Samma år åkte han fast för dopning och fick 3 månaders avstängning. Året efter förbättrade han sitt personbästa till 9,89 vid tävlingar i London.
Under 2011 kom Blakes riktiga genombrott. Vid VM 2011 i Daegu vann han guldet på 100 meter på tiden 9,92 sedan storfavoriten Usain Bolt uteslutits efter tjuvstart i finalen. Efter mästerskapet noterade han även ett nytt personligt rekord på 100 meter då han sprang på 9,82 sekunder.
Vid Bryssels Diamond league-gala den 16 september 2011 tävlade han på distansen 200 meter och noterade då tiden 19,26. Tiden innebar inte bara ett nytt personligt rekord utan var den näst snabbaste tid som någon hade noterat efter Bolts världsrekord på sträckan. 
Den 29 juni 2012 slog Blake sitt gamla personliga rekord med sju hundradelar, då han vid de jamaicanska OS-uttagningarna i Kingston, Jamaica sprang på tiden 9,75. Blake vann loppet före bland andra Usain Bolt och Asafa Powell. Tiden är den fjärde snabbaste tiden som någonsin noterats på 100 meter under godkända vindförhållanden.

## Personliga rekord
Nedanstående rekord är giltiga per den 26 mars 2022:
| Distans   | Tid   | Vind     | Stad, datum                | Anmärkning |
| --------- | ----- | -------- | -------------------------- | ---------- |
| 60 meter  | 6,75  |          | New York, 1 februari 2008  |            |
| 100 meter | 9,69  | -0,1 m/s | Lausanne, 23 augusti 2012  |            |
| 200 meter | 19,26 | +0,7 m/s | Bryssel, 16 september 2011 |            |
| 400 meter | 46,32 |          | Kingston, 23 mars 2013     |            |